# Верхнезорянское
Верхнезорянское (укр. Верхньозорянське; изначально — Верхняя Зорянка) — село,
Шевченковский поселковый совет,
Шевченковский район,
Харьковская область, Украина.
Код КОАТУУ — 6325755101. Население по переписи 2001 года составляет 244 (115/129 м/ж) человека.

## Географическое положение
Село Верхнезорянское находится в пяти километрах на запад от села Огурцовка.

## История
- 1906 — дата основания.

Село основано купцом Зориным на землях, приобретённых им у дворян Булацелей и названо в свою честь — Верхняя Зорянка. В советское время название было изменено на Верхнезорянское.

## Объекты социальной сферы
- Клуб.
- Продовольственный магазин
- Фельдшерско-акушерский пункт